# Lymnas cephise
Lymnas cephise är en fjärilsart som beskrevs av Ménétriés 1855. Lymnas cephise ingår i släktet Lymnas och familjen Riodinidae. Inga underarter finns listade i Catalogue of Life.